# Hybomitra tsushimaensis
Hybomitra tsushimaensis är en tvåvingeart som beskrevs av Hayakawa, Yoneyama och Inaoka 1980. Hybomitra tsushimaensis ingår i släktet Hybomitra och familjen bromsar. Inga underarter finns listade i Catalogue of Life.